# Auditorio Amado Nervo
El Expo-Auditorio Amado Nervo, inaugurado en 2013, es un recinto para espectáculos ubicado en la zona oriente de la ciudad de Tepic, capital del estado de Nayarit, México. 
El Auditorio Amado Nervo es el recinto de espectáculos más importantes de Nayarit y uno de los más importantes de México teniendo una capacidad mayor a los más importantes del país como lo son Auditorio Nacional (10 000) Auditorio Telmex (11 500) y Auditorio Banamex (8000), es un proyecto impulsado por el Gobierno del Estado de Nayarit encabezado por el gobernador Roberto Sandoval Castañeda, más precisamente de la Secretaría de Obras Públicas, está destinado para ser utilizado para eventos de espectáculos musicales, deportivos, culturales, educativos, así como convenciones de talla nacional e internacional.  La inauguración se realizó el 20 de octubre de 2013, con una ceremonia amenizada por Juan Gabriel.
El tipo de estructura, capacidad, multifuncionalidad, imagen y costo de construcción, del Auditorio Amado Nervo ha llevado a que el mismo ya haya sido patentado por el gobierno de Nayarit

## Historia
Su construcción fue anunciada por el gobernador del estado de Nayarit, Roberto Sandoval Castañeda, quien lo manejó inicialmente como un centro de convenciones, dando arranque a su construcción el 20 de mayo de 2013.
Fue el entonces secretario de obras públicas de Nayarit, el ingeniero Gianni Ramírez quien se encargó de llevar a cabo los principales aspectos de la construcción de la obra.
En octubre del 2017, el gobernador de Nayarit, Antonio Echevarría García lo rebautiza como Auditorio Amado Nervo en honor al poeta nayarita Amado Nervo.

## Acontecimientos
Posterior a su inauguración fue sede del LXIX Congreso Nacional Charro, competición de gran envergadura, muy seguida por cientos de miles de visitantes durante casi un mes de duración en tierras nayaritas.
Asimismo, será sede del Centrobasket 2014, competición internacional donde participan 12 de los países que forman parte de la Confederación Centroamericana y del Caribe de Baloncesto (CONCECABA), sede que fue peleada por las principales ciudades del país como lo son Monterrey, Toluca, Guadalajara y Tijuana.

## Presentaciones

### 2013
En 2013 se inauguró oficialmente el Auditorio de la Gente, dicha celebración fue amenizada por uno de los intérpretes más importantes de América y de los países hispano hablantes, Juan Gabriel, posteriormente se presentarían grupos de música regional mexicana como Intocable, La Arrolladora Banda el Limón, La Original Banda el Limón entre otras.
Con motivo del Festival Cultural Amado Nervo 2013, con sede en el recinto ferial y en el Auditorio Amado Nervo, se logró la presentación de destacados artistas mexicanos como: 
- Aleks Syntek
- Ximena Sariñana
- Armando Manzanero/Francisco Céspedes

Actualmente, se utiliza para albergar todo tipo de espectáculos ya sean deportivos, culturales, académicos, científicos, religiosos, políticos, entre otros.
Últimas presentaciones:
Alfredo Olivas,
Julion Álvarez, 
Tucanes de Tijuana, 
Ana gabriel,
Gerardo Ortiz,
Pancho barraza,
Alejandro Fernández, 
Entre otros…

## Características técnicas
El Auditorio Amado Nervo cuenta con un amplio terreno de obra, manejando una gran cantidad de espacios verdes a sus alrededores así como una gran estética en su acceso principal adornado por una fuente danzante con luminarias.
Sus detalles técnicos son:
- Capacidad de 14 000 asistentes, 10 100 en gradas y 3900 más en el área de escenario.
- 520 Cajones de estacionamiento y espacios reservados para discapacitados. Con una ampliación proyectada para los 1500 cajones.
- 18 Locales comerciales en el interior.
- 10 Palcos con capacidad de 25 personas cada uno.
- 2 Taquillas
- 9 Módulos de sanitarios
- Una plazoleta